# Helmuth Unger
Helmuth Fritz August Unger (* 11. Juli 1906 in Friedenau; † wahrscheinlich am 24. Juni 1933 in Berlin) war ein deutscher SA-Führer. Er wurde bekannt als Opfer eines Mordfalls im Jahr 1933.

## Leben und Tätigkeit

### Früher Werdegang
Unger war das einzige Kind des Ingenieurs Julius Unger (* 17. Oktober 1869 in Essen) aus Spandau. Nach dem Schulbesuch erlernte er den kaufmännischen Beruf. Politisch orientierte Unger sich bereits früh an der extremen politischen Rechten: In den Jahren nach dem Ersten Weltkrieg gehörte er dem deutschnationalen Bismarck-Bund an.
1924 wurde Unger von seinem Bekannten Karl Belding für den rechtsextremen Wehrverband Frontbann geworben, in dessen Berliner Sektion („Frontbann Nord“) er sich von 1924 bis 1926 engagierte. In dieser Organisation, die von dem ehemaligen Hauptmann Paul Röhrbein geführt wurde, war er der 4. Kompanie zugeteilt. Im Frontbann Nord lernte Unger eine Reihe von Männern kennen, die später führende Stellungen in der SA und SS einnahmen, so u. a. den späteren Chef der Berliner SA, Karl Ernst, und den späteren Führer der Berliner SS, Kurt Daluege.
Nach der Auflösung des Frontbanns im Jahr 1926 war Unger weiterhin in der völkischen Bewegung aktiv: Er betätigte sich in diesem Jahr in der Spandauer SA sowie in der neugegründeten NSDAP (ohne dieser offiziell beizutreten). In den nachfolgenden Jahren nahm er u. a. am Leipziger Kriegertag (1926) und am ersten Parteitag der NSDAP in Weimar im Jahr 1927 teil.
In den Jahren 1927 bis 1929 war Unger, der sich in dieser Zeit aus Erwerbsgründen an wechselnden Orten in Pommern und Süddeutschland aufhielt, von Berlin abwesend.

### Tätigkeit in der SA (1930 bis 1932)
Nach seiner Rückkehr nach Berlin trat Unger mit Aufnahmedatum vom 1. Mai 1930 der NSDAP offiziell bei (Mitgliedsnummer 231.880) und begann sich auch wieder in der Sturmabteilung zu betätigen. In dieser gehörte er zunächst den Spandauer Stürmen 10 und 107 an. Im April 1931 soll er sich an der Niederschlagung der Stennes-Revolte beteiligt haben.
Im Frühling 1931 wurde Unger auf Veranlassung seines alten Freundes Karl Ernst, der inzwischen zum Adjutanten der Berliner SA-Führung aufgerückt war, der Posten des Stabsführers der 1. Berliner SA-Standarte, die von Karl Belding geführt wurde, übertragen. Er führte dabei den Rang eines SA-Sturmführers bzw. eines Standarten-Stabsführers (in späteren Jahren durch den SA-Sturmbannführer-Rang).
Aus finanziellen Nöten heraus ließ Unger sich im Sommer 1931 von der Abteilung IA (Politische Polizei) des Berliner Polizeipräsidiums als Spitzel anwerben. In der Folge verfasste er regelmäßig Berichte über interne Vorgänge und Pläne der Berliner SA und NSDAP für die Polizei.
Im Herbst 1931 wurde seitens der SA festgestellt, dass Unger der Kommunistischen Partei Deutschlands (KPD) als eingeschriebenes Mitglied angehörte. Als er hierzu befragt wurde, begründete er dies damit, dass er 1930 auf Veranlassung des damaligen Berliner SA-Chefs Walther Stennes in die KPD eingetreten sei, um diese zugunsten der NSDAP ausspionieren zu können. Trotz des sich zu dieser Zeit gegen ihn entwickelnden Misstrauens durfte Unger im September 1931 an einem Kurs der Reichsführerschule der NSDAP in München teilnehmen.
Nach seiner Rückkehr aus München wurde Unger im Oktober 1931 vom Dienst in der SA suspendiert und auf eine z. b. V.-Stelle beim Stab der Staffel 1 abgeschoben und vier Wochen später auch vom Dienst im Stab ausgeschlossen. 1932 und im Frühjahr 1933 bemühte er sich vergeblich darum wieder eine Verwendung in der SA zu erhalten, wurde aber als nicht vertrauenswürdig von dieser abgelehnt.
Aufgrund des Wohlwollens von Karl Ernst durfte Unger in der Nacht der Machtabtretung an die Nationalsozialisten, vom 30. zum 31. Januar 1933, am Fackelzug durch das Brandenburger Tor, mit dem die SA die Ernennung Hitlers zum Reichskanzler feierte, sowie am Trauerakt für seinen ermordeten SA-Freund Hans Maikowski im Berliner Dom teilnehmen. Bald danach verschärfte sich seine Ausgrenzung aus der SA jedoch weiter.

### Ungeklärtes Verschwinden Ungers (Juni 1933)
Zum Verhängnis für Unger wurde der Umstand, dass im Gefolge des Machtantritts der Nationalsozialisten auch die Kontrolle über die Politischen Polizeien in ganz Deutschland in die Hände der NSDAP überging. Im Frühsommer 1933 entdeckte die Bayerische Politische Polizei bei der Sichtung der Papiere eines ins Ausland geflüchteten SPD-Journalisten Beweise dafür, dass Unger sich, wie vermutet, vor 1933 als Spitzel betätigt hatte: So wurde festgestellt, dass er nicht nur die Politische Polizei, sondern auch die SPD mit Informationen versorgt hatte.
Auf Grundlage des so neu aufgetauchten Belastungsmaterials wurde Unger am 24. Juni 1933 zur Vernehmung ins Horst-Wessel-Haus, einer Außenstelle des Geheimen Staatspolizeiamtes, vorgeladen. In der dortigen Vernehmung durch den Kriminalkommissar Rudolf Braschwitz räumte er nach anfänglichen Leugnen schließlich ein, dass er sich 1931 und 1932 tatsächlich gegen Bezahlung als Spitzel betätigt hatte. Braschwitzs späteren Angaben zufolge erlitt er nach seinem Geständnis einen Nervenzusammenbruch, erklärte sein Verhalten zu bereuen und bezeichnete sich selbst als „Schwein“. Da Unger sich nur vom Parteistandpunkt aus gesehen, nicht aber strafrechtlich, eines Fehlverhaltens schuldig gemacht hatte, durfte er nach seinem Geständnis das Büro Braschwitz verlassen.
Zu diesem Zeitpunkt verliert sich seine Spur: In der Forschung wird angenommen, dass Unger nach seiner Entlassung aus Braschwitzs Büro beim Verlassen des Horst-Wessel-Hauses von anwesenden SA-Wachen verhaftet und anschließend von seinem ehemaligen Vorgesetzten Belding sowie von dem Standartenführer Bernhard Fischer-Schweder an einem unbekannten Ort exekutiert wurde.
Ungers Eltern erstatteten bald nach seinem Verschwinden eine erfolglose Vermisstenanzeige bei der Polizei. Auch eine Anzeige bei der Zentralstaatsanwaltschaft im Preußischen Staatsministerium blieb ergebnislos. Aufgrund zahlreicher Indizien wurde ihnen bekannt, dass wahrscheinlich Belding und Fischer-Schweder ihren Sohn getötet hatten, weswegen sie bei offiziellen Stellen die Verfolgung der mutmaßlichen Täter verlangten. Der Gestapo-Chef Rudolf Diels erklärte dem Ehepaar schließlich, dass, wenn Belding und Fischer-Schweder die ihnen zur Last gelegte Tat tatsächlich begangen haben sollten, sie – die Eltern – sich damit eben abfinden müssten. Auf Anordnung der Reichskanzlei musste Diels jedoch einen Bericht über den Vorgang anfertigen, der wahrscheinlich mit ein Grund dafür war, dass Belding – inzwischen als Kriminalkommissaranwärter nach Breslau versetzt – als Unruhestifter im Zuge der Röhm-Affäre im Sommer 1934 von der SS erschossen wurde.
Einem Bericht der Berliner SA-Gruppe an die Oberste SA-Führung vom 3. Oktober 1934 zufolge meldete der damalige Führer der 1. Berliner SA-Standarte Fritz Hahn damals, dass Karl Ernst ihm seinerzeit mitgeteilt habe, dass Unger auf seine (d. h. Ernsts) Veranlassung wegen Spionageverdachts erschossen worden sei. Für eine Exekution von Unger als Verräter an der Partei bzw. der SA spricht auch, dass der 24. Juni 1933, der Tag seines Verschwindens und einer wahrscheinlichen Ermordung, von der Berliner SA-Führung kurz zuvor als „Tag der alten Garde“ zu einem inoffiziellen Feiertag zu Ehren der „Alten Kämpfer“ der Berliner SA erhoben worden war und dieser Tag somit für die Berliner SA symbolträchtig aufgeladen war, so dass es nahe lag, an diesem Ehrentag der Berliner Sektion der Parteiarmee der NSDAP mit einem „Verräter“ an ebendieser abzurechnen.

## Nachlass
Im Bundesarchiv haben sich Personalunterlagen über Unger, insbesondere im Zusammenhang mit seinem Ausschluss aus der SA erhalten (SA-P, Mikrofilm D 277, Bilder 35ff.). Unterlagen zur Untersuchung des Verschwindens von Unger finden sich Landesarchiv Berlin (B.-Rep. 058, Nr. 10792).
Eine Karteikarte zu Unger mit Photo befindet sich in der NSDAP-Zentralkartei (Bundesarchiv Berlin: BDC: 3100, Karteikarte „Unger, Helmut (11. Juli 1906)“, verfügbar als Mikrofilm S 64, Bild 2454).